# Chŏnsikwa
Le Chŏnsikwa (hangeul : 전시과 ; hanja : 田柴科) est un système d'impôt mis en œuvre en Corée lors de la période Koryŏ.
Les révoltes paysannes ayant été une source importante d'instabilité lors de la période précédente le Koryŏ, le nouveau régime cherche à lever le fardeau que représentent les taxes pour les paysans en contrôlant lui-même la levée des taxes sur les terres selon un système de prélèvement et de redistributions, le Chŏnsikwa set ainsi mis en place à partir de 976, et connait plusieurs évolutions jusqu'en 1076. Il empêche ainsi les fonctionnaires et les aristocrates de lever plus de taxes qu’autorisé, ou d’accaparer des terres. Le système périclite cependant dès la fin du XIe siècle du fait de la montée du pouvoir de l'aristocratie.